# TVチャンピオンR
TVチャンピオンR（テレビチャンピオンリターンズ、TV CHAMPION R）は、テレビ東京系列の『月曜プレミア!』枠内で放送されていた企画である。

## 番組概要
かつて放送された『TVチャンピオン』→『TVチャンピオン2』の復活版である。しかし、出演者・ナレーターは一新されている。
なおTVチャンピオンRのRとは、“Royal Road”＆“Revolution”!を意味している。これに伴いTVチャンピオン時代はひとつの対決につきラウンド1と呼んでいたものが、ROAD1に変更されるなどこれ以外にも微妙な変化が見られる。しかし、様々な分野のチャンピオンを決定するというコンセプト等は変わっていない。

## 出演者
ナビゲーター
- 福澤朗

OPと各競技前のVTRに登場。FINAL ROADの実況も担当する。
司会・実況
番組中には明記されていないが、TVチャンピオン時代でいうところのラウンドMCにあたる。テレビ東京のアナウンサーがFINAL ROAD以外を担当する。
ナレーター
- 佐藤アサト

1回目の放送では前任者である、田中信夫を意識した口調でナレーションをしていた。
- むたあきこ

## 放送内容
| 放送リスト | 放送リスト    | 放送リスト               | 放送リスト                         | 放送リスト                                                   | 放送リスト |
| 回         | 放送日        | 競技名                   | チャンピオン                       | 備考                                                         |            |
| ---------- | ------------- | ------------------------ | ---------------------------------- | ------------------------------------------------------------ | ---------- |
| 第1回      | 2010年11月1日 | 和・洋スウィーツ頂上決戦 | 三堀純一（和菓子司いづみや三代目） | 勝ちぬいた和菓子、洋菓子職人のトップ対決でチャンピオンを決定 |            |
| 第2回      | 2010年12月6日 | 世界包丁細工王決定戦     | 島谷宗宏（都旬膳 月の舟）          |                                                              |            |

## スタッフ
- 構成：折戸泰二郎、松田敬三、カツオ
- ロケ技術：丸山宗広、森村吉則、渡辺晃
- 編集：三井慎一郎
- MA：長瀬貴広
- 音効：本間孝男
- 編成：三沢大助
- ディレクター：本道英門　小口基輝
- AP：渋谷牧代
- デスク：野本和代
- プロデューサー：高砂佳典、内藤陽一、伊織秀二
- チーフプロデューサー：脇坂清人
- 制作協力：零CREATE
- 製作著作：テレビ東京